# Elevator Action Returns
Elevator Action Returns (エレベーターアクションリターンズ?, Erebētā Akushon Ritānzu), noto anche come Elevator Action II, è uno sparatutto run 'n' gun per arcade edito dalla Taito nel 1994. È il sequel di Elevator Action, con un'ambientazione più grintosa e realistica. Mantiene il trucco basato sull'ascensore dell'originale, ma espande il gameplay e sostituisce il motivo della spia con un nuovo scenario che coinvolge una squadra paramilitare che combatte contro un gruppo terroristico.
Ebbe un'unica conversione nel 1997 per la console Sega Saturn, la quale recentemente, venne resa disponibile dal 24 novembre 2022 sugli attuali store digitali da City Connection come parte della S-Tribute, un'antologia promossa dalla software house giapponese allo scopo di rimasterizzare con nuovo motore grafico e l'inserimento di opzioni aggiuntive, i porting appunto per Saturn di alcuni classici Taito.
L'originale arcade emulata è contenuta all'interno di due raccolte dei titoli retrò assortiti della compagnia, Taito Legends 2 per PlayStation 2, Xbox e PC, e Taito Memories Jōkan solo per PlayStation 2, usciti rispettivamente in Occidente e in madrepatria.

## Modalità di gioco
Elevator Action Returns viene controllato con un joystick a otto direzioni e due pulsanti di azione. L'obiettivo di ogni livello è quello di entrare in tutte le porte rosse e procedere poi verso l'uscita. Se il giocatore non entra in una porta, non potrà andare oltre dopo un certo punto. Ciascun personaggio giocabile ha una barra della salute che mostra la quantità di danni che costui può sostenere; quando raggiunge lo zero, viene perduta una vita. Sono state apportate anche molte aggiunte alle meccaniche di gioco come lo scorrimento a quattro direzioni (l'originale poteva scorrere solo verticalmente), nuove mosse e armi, più personaggi e una modalità cooperativa per due giocatori.
Si possono scoprire oggetti distruggendo oggetti nello scenario come bidoni, mucchi di spazzatura, sacchi di sabbia e casse. Vi sono anche porte colorate di blu che daranno un oggetto casuale tramite un sistema di estrazione della roulette. Gli oggetti includono ricariche di salute, armi da fuoco speciali, armi secondarie e punti bonus. Come nel gioco originale, l'arma predefinita del giocatore è una pistola semiautomatica con munizioni illimitate. Tuttavia, ha anche la possibilità di passare a un'arma da fuoco più potente, un lanciamissili o un'arma automatica. Se le munizioni per una delle due armi finiscono, tornerà alla pistola predefinita. Se prende un'arma dello stesso tipo, le munizioni della nuova arma vengono aggiunte alla quantità corrente.
Il giocatore può attaccare corpo a corpo invece di sparare con un'arma. Quando un nemico viene sconfitto con un attacco a distanza ravvicinata, oppure saltante a seconda del tempismo, il numero di punti assegnati raddoppia. Può anche lanciare un esplosivo (che funge da arma secondaria del personaggio) premendo contemporaneamente i pulsanti di tiro e salto mentre è in piedi o accovacciato. Il tipo di esplosivo utilizzato varia a seconda del personaggio scelto. Gli esplosivi vengono adoperati per abbattere diversi nemici in una distanza fissa, consentendo al giocatore di accumulare più punti rispetto all'uccisione con semplici colpi di arma da fuoco.
Gli oggetti nell'ambiente possono anche essere usati per combattere i nemici. Come nel gioco originale, gli ascensori possono essere usati per schiacciare i nemici che si trovano sopra o sotto di essi. Vi sono anche barili di petrolio che possono essere fatti esplodere con colpi di arma da fuoco. Come le armi secondarie, lasceranno una scia di fuoco che brucerà qualsiasi nemico che entri in contatto con essa. I nemici che vengono uccisi da una scia di fuoco danno più punti. Durante la seconda metà del gioco, il giocatore dovrà anche fare i conti con barriere elettriche che danneggeranno sia lui che i nemici. Se un nemico viene ucciso con una barriera elettrica, riceverà punti aggiuntivi.
Nel gioco vi sono altri modi di perdere una vita:
- Quando un livello non viene terminato in tempo. Infatti, il numero di secondi rimanenti viene visualizzato sullo schermo.
- Quando il personaggio cade a terra da due o più piani.
- Quando si viene schiacciati da un ascensore.

## Personaggi
Il giocatore può scegliere tra i seguenti tre personaggi all'inizio della partita:
- Kart Bradfield (23 anni) – Un uomo magro, biondo e con i capelli lunghi, è il più veloce e agile del gruppo. La sua arma predefinita è una Glock 18, che può potenziare in un fucile d'assalto AK-47 o in un lanciagranate MM-1. Le sue armi secondarie sono granate a mano che esplodono e liberano l'intero pavimento. La sua salute è moderata, ma essendo il corridore più veloce del gruppo riesce a saltare gli ostacoli meglio degli altri. D'altra parte è il tiratore più lento dei tre quando usa la sua arma predefinita. Kart può eseguire tre attacchi corpo a corpo consecutivi su un nemico, invece dei due attacchi predefiniti.
- Edie Burret (21 anni) – Una ragazza dai capelli castani con una canottiera rossa, che è la tiratrice più veloce dei tre. La sua arma predefinita è una Beretta M92F, che può potenziare in una mitragliatrice MP5K o in un lanciagranate ARWEN 37. Le sue armi secondarie sono granate incendiarie che producono una pozza di fuoco che dura poco e uccide quasi tutti i soldati nemici che entrano in contatto con essa (ma non danneggiano il giocatore). Sebbene abbia la salute più bassa di tutti i personaggi e una velocità di movimento moderata, spara con la sua arma predefinita più velocemente di tutti gli altri personaggi.
- Jad the Taff (32 anni) – Un uomo alto e muscoloso, è il più forte e resistente del trio. La sua arma predefinita è una Desert Eagle, che può potenziare in una mitragliatrice M60 o in un fucile senza rinculo da 80 mm. Le sue armi secondarie sono bombe a sensore che esplodono in frammenti ogni volta che un nemico si avvicina. Ha la salute più alta di tutti i personaggi, ma è il camminatore più lento. Affronterà qualsiasi nemico gli ostacoli mentre corre.

## Accoglienza
In Giappone, la rivista Game Machine elencò Elevator Action Returns nel numero del 1º maggio 1995 come la nona unità arcade più popolare nelle due settimane precedenti. Next Generation ha recensito la versione arcade del gioco, valutandola con tre stelle su cinque, e ha affermato che "Elevator Action II fa emergere lo psicopatico impulsivo, frenetico e sparatutto che è in te, e in questo è divertente. Ma se questo lato della tua personalità è già esaurito, e il nostro lo è sicuramente, allora ignorerai subito questo classico sparatutto".
Una recensione di importazione del 1997 di GameSpot gli ha dato un punteggio di 5,2/10, affermando: "Elevator Action Returns non è un brutto gioco, di per sé. Ma rispetto a ciò che c'è in giro, non vale il prezzo del biglietto (in media circa 60 $ per un prodotto d'importazione). Se mai arriverà negli Stati Uniti, sarà il noleggio perfetto". Diciassette anni dopo, Jeremy Parish di USgamer ha scritto: "Elevator Action II era un gioco fuori tempo. Ma era ben fatto, anche se concettualmente un po' sconcertante, e come tanti progetti chiaramente nati da un entusiasmo mal riposto è riuscito a essere molto divertente".
In una retrospettiva, Hardcore Gamer ha definito Elevator Action Returns un " classico trascurato" e ha affermato che "merita lo stesso onore senza tempo e lo stesso ampio consenso del suo classico predecessore del 1983". Darren Jones di Retro Gamer definito uno dei "tanti eccellenti successi arcade 2D che non hanno mai avuto una possibilità nel Regno Unito" e un "eccezionale... fantastico sequel che ha totalmente spazzato via il successo arcade originale del 1983" con caratteristiche di gioco che "hanno notevolmente migliorato quelle viste nel gioco originale". Jones ha particolarmente elogiato il suo "superbo stile visivo": "I numerosi edifici che i tuoi agenti hanno esplorato non erano altro che discariche abbandonate che grondavano decadenza e graffiti; mentre i tuoi avversari sembravano appena saltati fuori dalle cornici di un fumetto di 2000AD. E la violenza... Corpi eruttati in piogge di sangue, nemici bruciati si contorcevano in agonia; l'incredibile animazione ha semplicemente elevato (scusate) il caos sullo schermo a una bellezza balletto di caos che avrebbe reso orgoglioso John Woo. Meglio di tutto, la conversione per Saturn era assolutamente impeccabile e includeva persino il gioco originale".
Nel 2005, IGN ha elencato il porting "arcade-perfect" per Saturn tra i migliori giochi classici cooperativi. Retro Gamer l'ha incluso nella sua lista dei dieci giochi essenziali importati per Saturn: "È un gioco run 'n' gun meravigliosamente fluido con effetti visivi grintosi, nemici ben animati e molta varietà nei livelli, oltre a un'eccellente modalità cooperativa".